# NGC 6692
NGC 6692 est une galaxie lenticulaire située dans la constellation de la Lyre. Sa vitesse par rapport au fond diffus cosmologique est de 5 324 ± 32 km/s, ce qui correspond à une distance de Hubble de 78,5 ± 5,5 Mpc (∼256 millions d'al). NGC 6692 a été découverte par l'astronome français Édouard Stephan en 1883.